# Ричмонд-апон-Темс
Рі́чмонд-на-Те́мзі (англ. London Borough of Richmond upon Thames) — боро на південному заході Лондона.

## Райони
- Бернс
- Віттон
- Гем
- Гемптон
- Гемптон-Вік
- Гемптон-Гілл
- Іст-Шин
- Коул Парк
- К'ю
- Мортлейк
- Північний Шин
- Пітерсгем
- Ричмонд
- Сент-Маргаретс
- Строуберрі-Гілл
- Теддінгтон
- Твікенгем
- Фулвелл